# Pamphobeteus augusti
Pamphobeteus augusti är en spindelart som först beskrevs av Simon 1889.  Pamphobeteus augusti ingår i släktet Pamphobeteus och familjen fågelspindlar.
Artens utbredningsområde är Ecuador. Inga underarter finns listade i Catalogue of Life.